# Juan Carlos Amat
Joan Carles i Amat; Monistrol de Montserrat, Barcelona; 1572-Monistrol de Montserrat, 10 de febrero de 1642) fue un escritor, médico y músico español.

## Biografía
Ejerció como médico en Valencia y después en el monasterio de Montserrat y es autor de obras de medicina que tuvieron mucha difusión, incluso fuera del país, con ediciones en Lyon (1623) y Ginebra (1656): Fructus medicinae, Tratado de la peste y Tratado de las heridas de la cabeza.
Músico aficionado y buen guitarrista. Fruto de su experiencia, se aventuró a escribir el primer tratado de guitarra conocido, titulado: Guitarra española y vandola, en dos maneras de guitarra castellana y cathalana de cinco órdenes, editado en Barcelona en 1596. Sin embargo, no se conserva ningún ejemplar de esta edición. Fue una obra de notable éxito, ya que se vuelve a editar en Lérida en 1627, y siguen apareciendo ediciones, tanto en español como en catalán, hasta el siglo XVIII.
La fama le llegó sobre todo con Cuatrocientos aforismos catalanes (1636), reimpreso en muchos lugares de Cataluña hasta el siglo XIX para ser usado como libro de lectura en las escuelas.